# Tereticus rufulipennis
Tereticus rufulipennis là một loài bọ cánh cứng trong họ Cerambycidae.